# Sadako Sasaki
Sadako Sasaki (jap. 佐々木 禎子 Sasaki Sadako; ur. 7 stycznia 1943, zm. 25 października 1955) – japońska dziewczynka, która w wieku 2 lat przeżyła wybuch bomby atomowej, zrzuconej 6 sierpnia 1945 roku na Hiroszimę. 

## Życiorys
Sasaki chciała zostać mistrzynią w biegach. W wieku 11 lat zdiagnozowano u niej białaczkę będącą wynikiem napromieniowania. Sadako, wierząc japońskiej legendzie, postanowiła złożyć origami z tysiąca papierowych żurawi (symbolu długowieczności), aby wyzdrowieć. Dziewczynka zmarła rok później, do czasu śmierci złożyła 644 żurawie. Przyjaciele dokończyli jej dzieło, a tysiąc papierowych ptaków złożono do grobu razem z nią..

## Upamiętnienie
W 1958 roku z funduszy zebranych przez przyjaciół dziewczyny, jak i innych młodych Japończyków w całym kraju, zbudowano pomnik dziewczynki, który stoi w parku w Hiroszimie. Jest to ogromny trójnogi postument, na którym znajduje się rzeźba dziewczynki trzymającej nad głową ogromnego żurawia origami. Na pomniku znajduje się napis: "To jest nasz płacz, to jest nasza modlitwa, pokój na świecie". Można tu zobaczyć rzędy papierowych żurawi, do których ciągle dołączają nowe.
Po śmierci Sadako ukazało się wiele artykułów, publikacji, filmów i książek na temat dziewczynki. W 1961 r. niemiecki pisarz Karl Bruckner opisał losy Sadako Sasaki w powieści pt. "Sadako will leben!" (wydania polskie pt. "Sadako chce żyć", 1963 i 1982), a pochodząca z Kanady amerykańska pisarka Eleanor Coerr wydała w 1977 roku książkę pt. "Sadako and the Thousand Paper Cranes" ("Sadako i tysiąc papierowych żurawi").
Odniesienie do Sadako Sasaki zawarto m.in. w utworze pt. "Passage of the Crane" na albumie Wanderer z 2016, niemieckiej grupy muzycznej Heaven Shall Burn.